# Катепсин B
Катепсин B — один из катепсинов человека, кодируемый геном CTSB на 8-й хромосоме. Является цистеиновой протеазой. Содержится в лизосомах, образует димеры из лёгкой и тяжёлой цепочек, получаемых из одного белка-прекурсора. Альтернативный сплайсинг порождает как минимум пять вариантов катепсина B. 

## Клиническое значение
Чрезмерная экспрессия катепсина B ассоциирована с аденокарциномой пищевода и другими злокачественными опухолями.